# Kościół Matki Bożej Nieustającej Pomocy we Lwowie
Kościół Matki Bożej Nieustającej Pomocy we Lwowie – parafialny kościół rzymskokatolicki we Lwowie, położony przy ul. Mazepy 46 w dzielnicy Zboiska.

## Historia
W 1935 r., w samodzielnej wówczas wsi Boiska[wymaga weryfikacji?], poświęcono[wymaga weryfikacji?] drewniany kościół , w którym wniesiono obraz Matki Bożej Nieustającej Pomocy, przywieziony z Rzymu przez arcybiskupa lwowskiego Bolesława Twardowskiego.
W 1946 r. kościół został zamknięty i zamieniony na magazyn, a następnie na garbarnię i skład papierów. W 1991 r. zarejestrowano parafię rzymskokatolicką na Zboiskach, która rozpoczęła starania o zwrot przedwojennego kościoła . 8 marca 1992 na schodach przed zamkniętą świątynią odprawiono pierwszą mszę świętą. Ostatecznie we wrześniu tego roku kościół został rewindykowany , a 19 grudnia 1992 poświęcony. Prowadzenie parafii powierzono księżom zmartwychwstańcom. Przez 6 lat trwały starania o uzyskanie pozwolenia na budowę nowej świątyni .
Kościół został zaprojektowany przez lwowskiego architekta Ołeksandra Matwiejewa. 2 czerwca 1997 r. papież Jan Paweł II poświęcił w Legnicy kamień węgielny pod nową świątynię. 2 lipca 1998 r. , w 158. rocznicę śmierci założyciela zgromadzenia zmartwychwstańców Bogdana Jańskiego, rozpoczęto wykopy. 1 grudnia 2001 r. ówczesny biskup pomocniczy we Lwowie Stanisław Padewski poświęcił dolną kaplicę , a pierwszą Mszę św. w górnym kościele odprawiono 1 stycznia 2008 r. Wieża kościelna posiada 3 dzwony. Nowy kościół wzniesiono dzięki ofiarności finansowej pomocy rodaków z Polski, amerykańskiej Polonii oraz ofiarodawców z Austrii i innych krajów.
Jednym z organizatorów zbiórek na budowę był działacz polonijny Stanisław Akielaszek.